# جون وايت (سياسي نيوزلندي)
جون وايت (بالإنجليزية: John White)‏ هو سياسي نيوزلندي، ولد في 1830، وتوفي في 4 سبتمبر 1876 بسبب ربو. انتخب عضو مجلس النواب النيوزيلندي (1871 – 1875).